# Mercedes-Benz W214
La Mercedes-Benz W214 è la sesta generazione della Mercedes-Benz Classe E, un'autovettura di fascia alta prodotta dalla casa automobilistica tedesca Mercedes-Benz a partire dal 2023.
La versione station wagon è denominata S214.

## Contesto e debutto

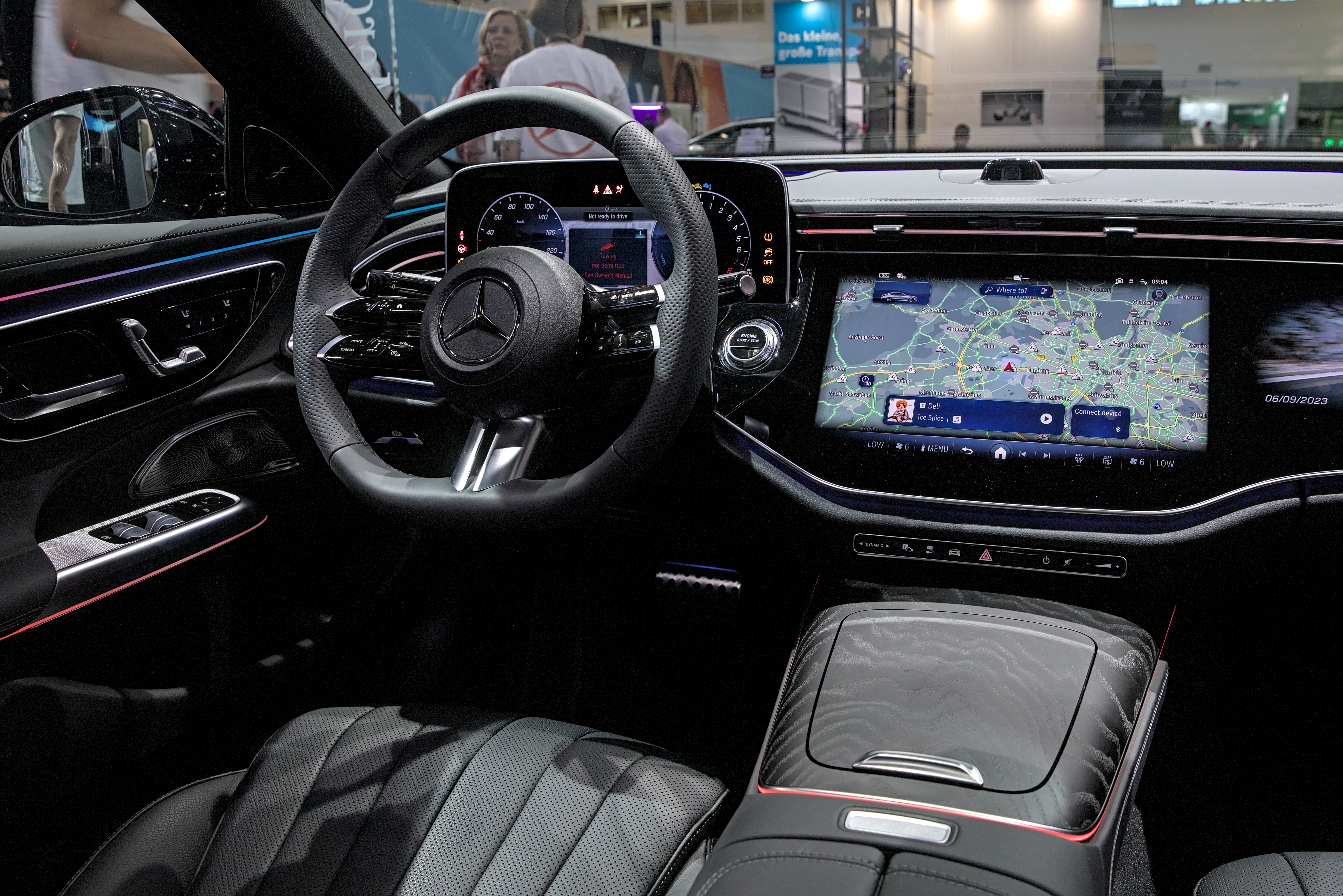
Interni

La vettura è stata presentata dapprima in versione berlina nell'aprile 2023. La produzione avviene nello stabilimento Mercedes-Benz di Sindelfingen ed è disponibile anche una variante a passo lungo per il mercato cinese prodotta a Pechino.

## Design e interni
La Classe E, a partire dalla metà degli anni 90, è stata sempre dotata di un design differenziato rispetto alle altre vetture Mercedes. Grazie alle forme curvilinee e agli spigoli arrotondati, il coefficiente di resistenza aerodinamica della berlina è pari a 0,23.

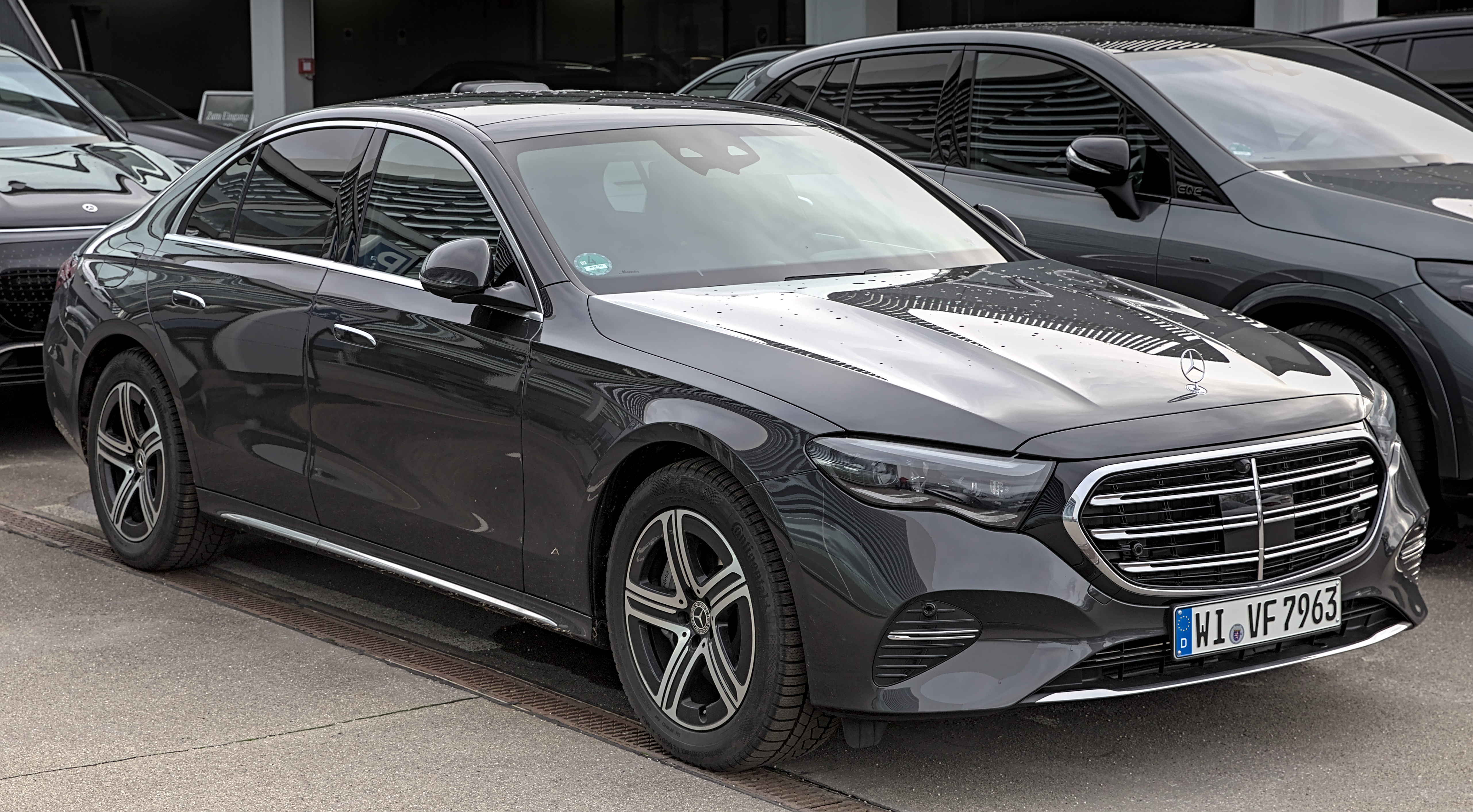
W214 Exclusive Line con griglia classica

Al debutto ci sono tre allestimenti. Lo stemma con la stella Mercedes è posizionato sulla griglia del radiatore negli allestimenti Avantgarde e AMG Line, mentre sull'Exclusive Line è disposto sul cofano motore anteriore. La cornice della griglia del radiatore può essere dotata di sistema con illuminazione a LED. All'interno ci sono due schermi (uno orizzontale dietro il volante e l'altro verticale nella consolle centrale). Un terzo schermo riservato per il passeggero è disponibile come optional. Il sistema di infotainment si basa sull'ultima versione di MBUX dotato di connessione dati avviene tramite 5G.

## Specifiche tecniche

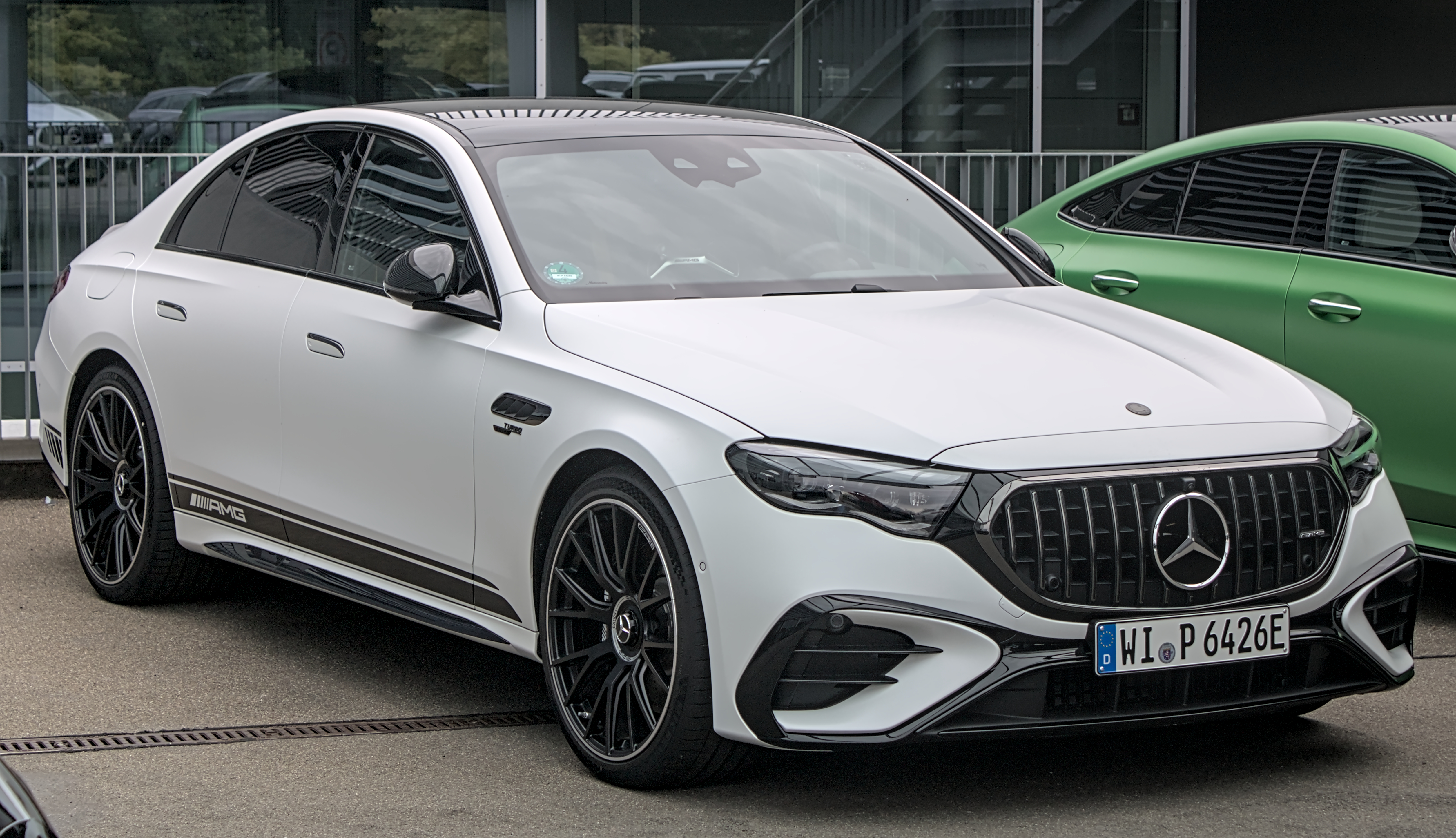
E 53 AMG Hybrid

Al momento del lancio sul mercato, la Classe E è disponibile con quattro motorizzazioni, tra cui un motore a benzina, un motore diesel e due ibridi plug-in. Benzina e diesel sono tutti abbinati al mild hybrid con un motogeneratore integrato nel cambio, mentre gli ibridi plug-in hanno un motore elettrico dedicato alimentato da una batteria con una capacità di 25,4 kWh, che consente un'autonomia nella sola modalità elettrica di circa 100 km secondo il ciclo WLTP. Poiché la batteria è installata nella parte posteriore sotto il pianale, il volume del bagagliaio delle versioni ibride plug-in si riduce da 540 litri a 370 litri.